# Эвтерпа (род)
Эвтерпа, или Евтерпе (лат. Euterpe), или Асаи (порт. açaí, açaizeiro), или Капустная пальма — род тропических пальм, произрастающих в Южной и Центральной Америке.

## Распространение
Северная граница ареала рода — Белиз, южная — Перу и Бразилия.

## Биологическое описание
Представители рода — высокие деревья (до 30 и более метров) с тонкими, гладкими стволами. Листья слабо-перистые. Цветки блестяще-белые, собраны в кисти. Плод — круглая, односеменная, тёмно-пурпуровая, почти чёрная сочная ягода. 

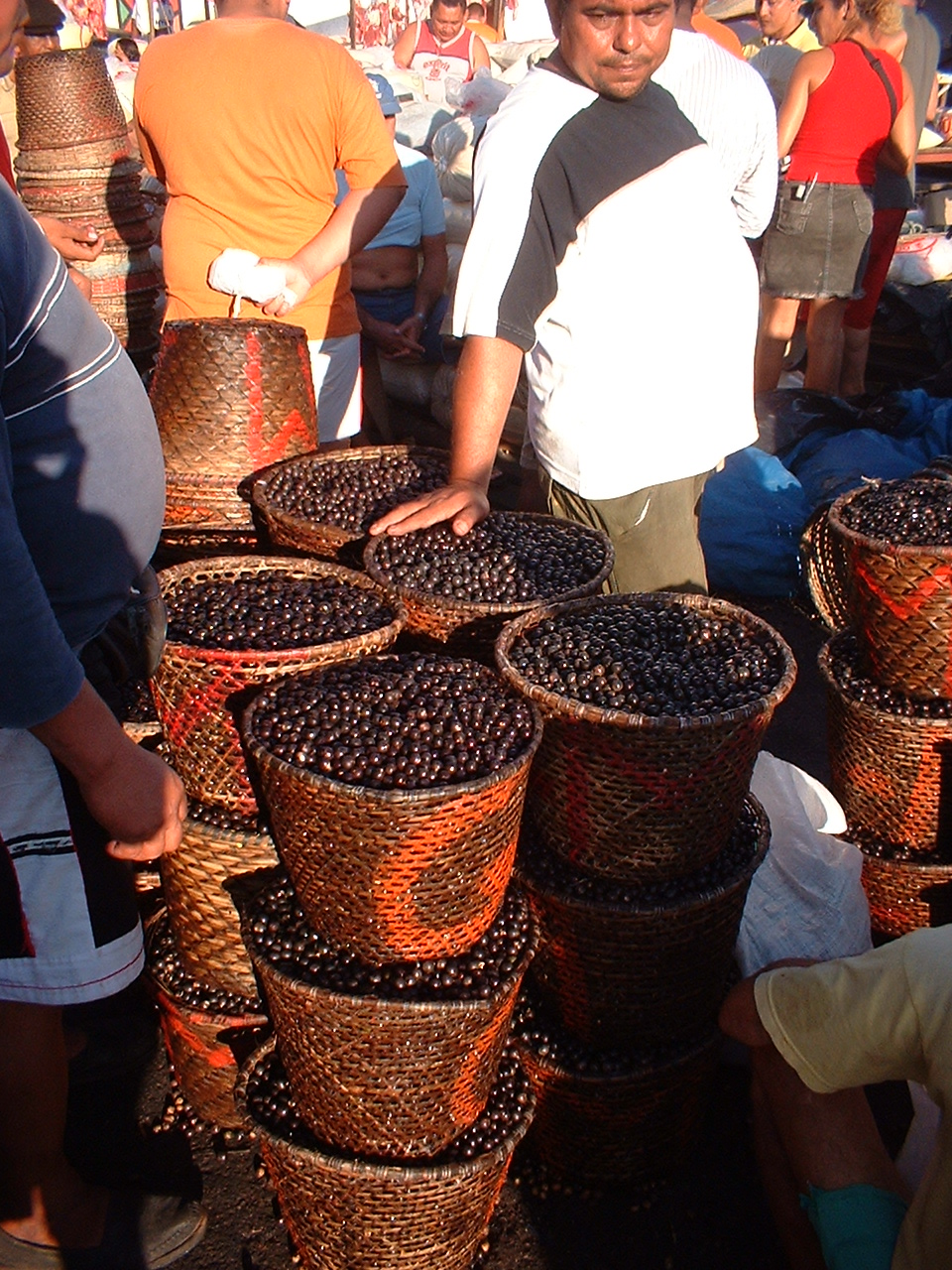
Ягоды асаи

Наиболее известные виды — Euterpe oleracea Mart. и Euterpe edulis Mart. — растут в сырых лесах Бразилии, особенно в штате Пара.

## Использование
У некоторых видов ягоды обладают очень приятным вкусом, напоминающим чернику или черноплодную рябину. В странах, где растут пальмы этого рода, их плоды добавляют в коктейли, мороженое, десерты; также из ягод делают напитки.
Стволы пальм идут на балки и стропила.
Употребляются в пищу также молодые листья и молодые листовые почки — и в варёном виде, и в сыром как салат.